# سلازنجر تشالنج فور- ستار
تشالنج فور- ستار Slazenger Challenge 4-Star هي كرة قدم صنعتها الشركة البريطانية سلازنجر لتكون كرة القدم الرسمية لكأس عالم فيفا 1966 الذي استضافته إنجلترا، إحدى دول المملكة المتحدة. الكرة صنعت باستخدام 25 قطعة ولم يكن عليها أي علامات أو علامة تجارية. تم اختيارها من خلال اختبار أعمى في مبنى اتحاد كرة القدم الرئاسي في ميدان سوهو.

## الروابط الخارجية
| لحقتها     | كرة كأس العالم الرسمية | سبقتها   |
| كرة تلستار | 1966                   | كرة كراك |

## انظر ايضا
- قائمة كرات كأس العالم